# Barby (Savoie)
Barby is een gemeente in het Franse departement Savoie (regio Auvergne-Rhône-Alpes). De plaats maakt deel uit van het arrondissement Chambéry. Barby telde op 1 januari 2022 3.545 inwoners.

## Geografie
De oppervlakte van Barby bedroeg op 1 januari 2022 2,48 vierkante kilometer; de bevolkingsdichtheid was toen 1.429,4 inwoners per km².

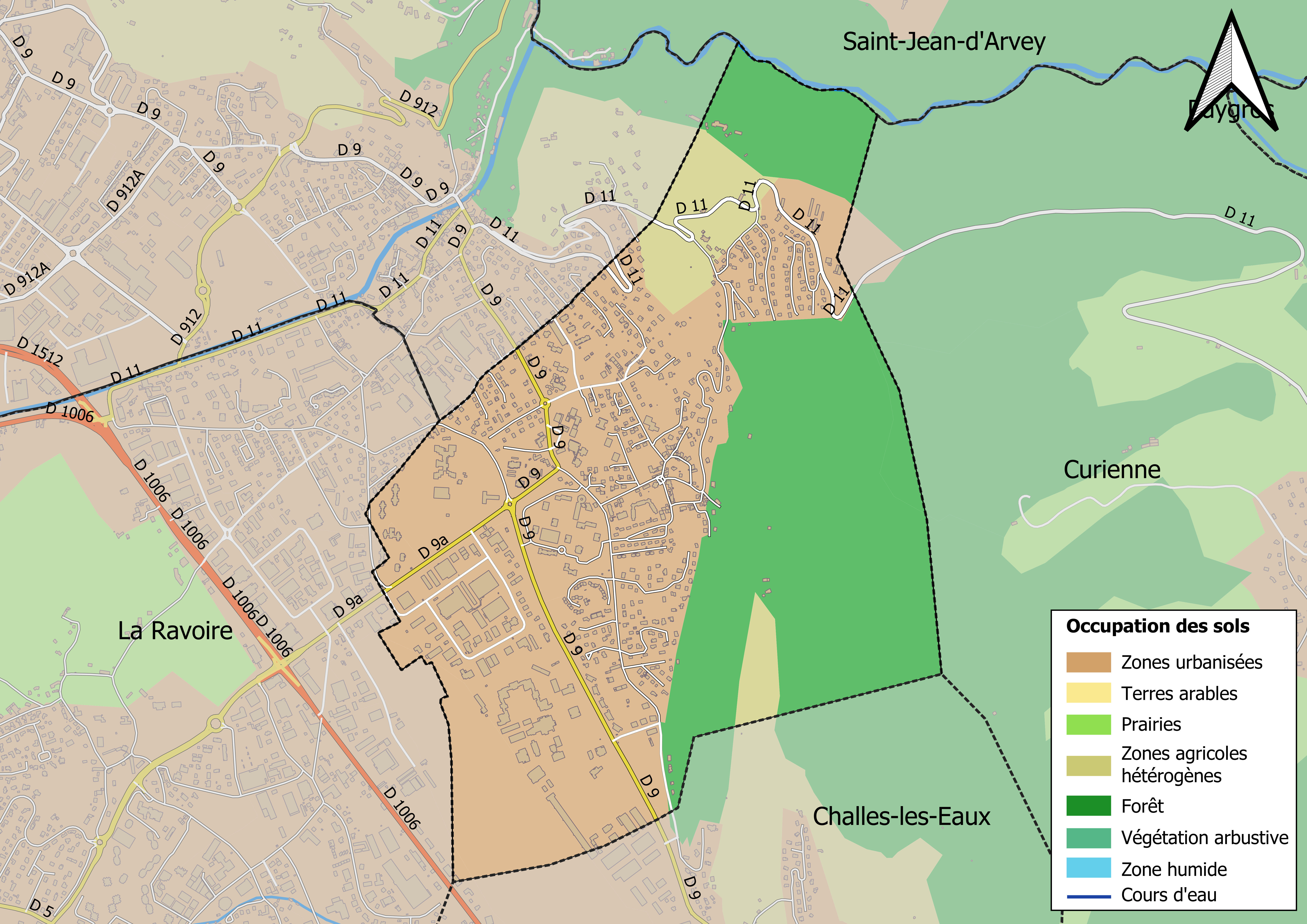
Kaart van de gemeente met de belangrijkste infrastructuur, bodemgebruik en omliggende gemeenten

## Demografie
Onderstaande figuur toont het verloop van het inwonertal (bron: INSEE-tellingen).